# 阿卜杜拉赫曼·阿里夫

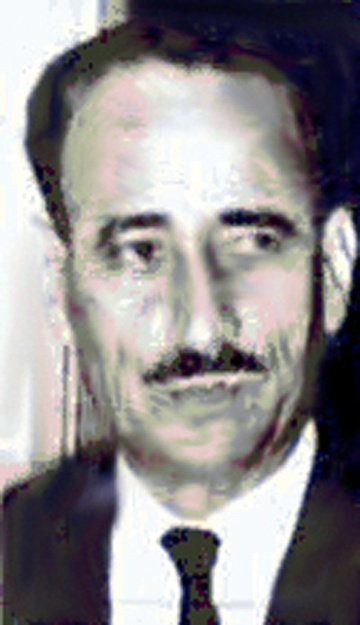
阿卜杜勒·拉赫曼·阿里夫

阿卜杜拉赫曼·阿里夫（阿拉伯语：‎，1916年—2007年8月24日），伊拉克政治家，伊拉克总统（1966年4月16日－1968年7月16日）。
他是一名职业军人，于1958年支持军事政变推翻帝制。他的弟弟阿卜杜勒·萨拉姆·阿里夫1963年政变之后出任伊拉克总统，任命他为陆军总参谋长。1966年年轻的阿里夫总统因直升机失事遇难，阿卜杜勒·拉赫曼·巴扎兹成为代理总统，三天后军方决定阿卜杜勒·拉赫曼应继承他的弟弟的总统职位，阿里夫出人意料的被革命指挥委员会任命为总统。
1968年7月16日阿里夫在睡觉中被他自己的助手复兴党成员艾哈迈德·哈桑·贝克尔为首的军官集团政变推翻，国防部长哈丹·提克里蒂（Hardan Al-Tikriti）打电话通知他说，他不再是总统。阿里夫流亡土耳其。
在1979年他返回伊拉克，住在巴格达。2003年他前往约旦定居，住在安曼，2007年8月24日去世，终年91岁。
| 前任： 阿卜杜勒·拉赫曼·巴扎兹 | 伊拉克总统 1966年－1968年 | 繼任： 艾哈迈德·哈桑·贝克尔 |
| 前任： 纳吉·塔列布            | 伊拉克总理 1967年         | 繼任： 塔赫尔·叶海亚        |